# スー・ライン鉄道
スー・ライン鉄道（スー・ラインてつどう、英語: Soo Line Railroad）は アメリカ合衆国に存在する一級鉄道である。報告記号はSOO。カナダ太平洋鉄道（CP）の子会社である。スー・ライン・コーポレーションの傘下にある。

## 概要
SOOはミネアポリス・セント・ポール・アンド・スー・セント・マリー鉄道（Minneapolis, St. Paul and Sault Ste. Marie Railroad、略称MStP&SSM、報告記号は同じくSOO。以下、旧SOOと記す）から名称を承継しているが、SOOは1961年に旧SOOとCPの他の子会社を統合して発足したものである。
他の子会社とは、ダルース・サウス・ショア・アンド・アトランティック鉄道（DSS&A）とウィスコンシン・セントラル鉄道（WC）である。のちに、1982年にミネアポリス・ノースフィールド・アンド・サザン鉄道を、1985年には倒産したシカゴ・ミルウォーキー・セント・ポール・アンド・パシフィック鉄道（ミルウォーキー鉄道、MILW）を買収。一方、1987年には路線の大部分をウィスコンシン・セントラル（現在はカナディアン・ナショナル鉄道の子会社）に譲渡した。
SOO、デラウェア・アンド・ハドソン鉄道（DH）、ダコタ・ミネソタ・アンド・イースタン鉄道（DME）などのCPの子会社はCPの名の下に運営されており、車両の塗装もCPのスキームに変更されつつある。しかし、陸上交通委員会（Surface Transportation Board）はCPの子会社すべてをSOOグループとして扱っている。

## 解説
SOOの幹線はカナダ・アメリカ国境のノースダコタ州ポータルから南東に向かい、旧SOOだった路線でミネソタ州の双子都市（ミネアポリスとセントポール）を経て旧MILWの路線でミルウォーキーを通りイリノイ州シカゴへと向かう。
シカゴ～ミシガン州デトロイト間ではノーフォーク・サザン鉄道に線路使用権を得て列車を運行しており、またCSXトランスポーテーションの路線では列車牽引権を付与して列車を運行している。
アメリカとカナダの国境越えは、CPが所有するミシガン・セントラル鉄道トンネル（デトロイト川トンネル）（Michigan Central Railway Tunnel）による。このトンネルは国境となっているデトロイト川をくぐるもので、デトロイトとカナダのオンタリオ州ウィンザーとを接続している。
支線として、アメリカ・カナダ国境のミネソタ州ノイエス（Noyes）から同グレンウッドまでの路線やシカゴからケンタッキー州ルイビルまでの路線があった。後者は2006年にインディアナ鉄道に売却された。
双子都市からダルースまでは、BNSF鉄道において線路使用権を持っている。

## 歴史
現在のSOOの源流は1949年10月19日に設立されたダルース・サウス・ショア・アンド・アトランティック鉄道（レールロード）である。これはダルース・サウス・ショア・アンド・アトランティック鉄道（レールウェイ）を再編してできたもので、これと子会社のミネラル・レンジ鉄道が元となっている。
CPが1961年1月1日をもって子会社を再編した折、これらの鉄道会社を旧SOOとウィスコンシン・セントラル鉄道（WC）に統合し、現在のスー・ライン鉄道という名称とした。新生SOOは1982年、双子都市周辺の短距離鉄道であるミネアポリス・ノースフィールド・アンド・サザン鉄道（MN&S）の経営権を得た。
旅客輸送は1961年の統合時にほぼ全廃されたが、いくつかの列車が残った。
- レーカー - シカゴ・グランド・セントラル駅とダルース・ウィスコンシン州スペリオルの双子港、そしてミネアポリス・ミネソタ州セントポールの双子都市とを結んでいた夜行列車。1959年まではウィスコンシン州アシュランドとも結んでいた。1965年1月15日廃止。
- ウィニペガー - 双子都市とカナダのマニトバ州ウィニペグとを結んでいた夜行列車。1967年5月廃止。
- カッパー・カントリー・リミテッド - SOO最後の旅客列車。MILWとの共同運行で、DSS&Aから引き継いだものである。シカゴからミシガン州チャンピオン、同カルメットとを結んでいた。1968年5月8日廃止。

1984年、CPは持ち株会社としてスー・ライン・コーポレーションをミネソタ州に設立。12月にはSOOの株式を譲渡し、経営権を委ねた。2ヶ月後の1985年2月19日、SOOは倒産したミルウォーキー鉄道（MILW）を買収。新たに設立した子会社、ザ・ミルウォーキー・ロード・インクとした。この会社とMN&Sは合理化のため1986年1月1日にSOOに統合した。
1986年2月10日、重要度の低い路線を合理化して運営するためにレイク・ステーツ・トランスポーテーション・ディビジョン（LSTD）を設立した。その中にはシカゴと双子都市とを結ぶWC由来の路線もあった。従業員との合意ができなかったため、翌1987年、SOOは総延長1,800マイル（2,900キロメートル）のLSTDの路線を新たな地域鉄道であるウィスコンシン・セントラルに譲渡した。その価格は1億3300万ドルであった。
1990年、CPはそれまでスー・ライン・コーポレーションの株式の56パーセントを保有していたが、株を買い進めてこれを完全に支配下に置いた。

## 社長
- レオナルド・マーレイ（Leonard Murray）, 1961–1978. 前DSS&A社長
- トーマス・M・ベックリー（Thomas M. Beckley）, 1978–1983.
- デニス・マイルス・キャバナフ（Dennis Miles Cavanaugh）, 1983–1986, 1987–1989.
- ロバート・C・ギルモア（Robert C. Gilmore）, 1986–1987.
- エドウィン・V・ダージ（Edwin V. Dodge）, 1989–1996